# Okres Mladá Boleslav
Mladá Boleslav (Duits: Jung-Bunzlau) is een district (Tsjechisch: Okres) in de Tsjechische regio Midden-Bohemen. De hoofdstad is Mladá Boleslav. Het district bestaat uit 120 gemeenten (Tsjechisch: Obec). Tot 1 januari 2007 hoorden ook de gemeenten Hlavenec, Kostelní Hlavno en Sudovo Hlavno bij deze okres, deze gemeenten horen nu bij de okres Praha-východ.

## Lijst van gemeenten
De obce (gemeenten) van de okres Mladá Boleslav. De vetgedrukte plaatsen hebben stadsrechten. De cursieve plaatsen zijn steden zonder stadsrechten (zie: vlek).
Bakov nad Jizerou - Bělá pod Bezdězem - Benátky nad Jizerou - Bezno - Bílá Hlína - Bítouchov - Boreč - Boseň - Bradlec - Branžež - Brodce - Březina - Březno - Březovice - Bukovno - Ctiměřice - Čachovice - Čistá - Dalovice - Dlouhá Lhota - Dobrovice - Dobšín - Dolní Bousov - Dolní Krupá - Dolní Slivno - Dolní Stakory - Domousnice - Doubravička - Horky nad Jizerou - Horní Bukovina - Horní Slivno - Hrdlořezy - Hrušov - Husí Lhota - Charvatce - Chocnějovice - Chotětov - Chudíř - Jabkenice - Jivina - Jizerní Vtelno - Josefův Důl - Katusice - Klášter Hradiště nad Jizerou - Kluky - Kněžmost - Kobylnice - Kochánky - Kolomuty - Koryta - Kosmonosy - Kosořice - Košátky - Kováň - Kovanec - Krásná Ves - Krnsko - Kropáčova Vrutice - Ledce - Lhotky - Lipník - Loukov - Loukovec - Luštěnice - Mečeříž - Mladá Boleslav - Mnichovo Hradiště - Mohelnice nad Jizerou - Mukařov - Němčice - Nemyslovice - Nepřevázka - Neveklovice - Niměřice - Nová Telib - Nová Ves u Bakova - Obrubce - Obruby - Pěčice - Pětikozly - Petkovy - Písková Lhota - Plazy - Plužná - Prodašice - Předměřice nad Jizerou - Přepeře - Ptýrov - Rabakov - Rohatsko - Rokytá - Rokytovec - Řepov - Řitonice - Sedlec - Semčice - Sezemice - Skalsko - Skorkov - Smilovice - Sojovice - Sovínky - Strašnov - Strážiště - Strenice - Sudoměř - Sukorady - Tuřice - Ujkovice - Velké Všelisy - Veselice - Vinařice - Vinec - Vlkava - Vrátno - Všejany - Zdětín - Žďár - Žerčice - Židněves
Benešov · Beroun · Kladno · Kolín · Kutná Hora · Mělník · Mladá Boleslav · Nymburk · Praha-východ · -západ · Příbram · Rakovník